# Sarcofago di Seti I
Il sarcofago di Seti I è il sarcofago in alabastro in cui fu sepolto l'omonimo  faraone della XIX dinastia egizia, nonché padre di Ramses II. Conservato nella cripta del Sir John Soane's Museum a Londra, il sarcofago rappresenta uno dei più antichi reperti archeologi esposti in un museo britannico.

## Storia
Seti morì presumibilmente nel 1297 a.C. e la sua mummia fu sepolta nel sarcofago, a sua volta inserita nella tomba KV17 della Valle dei Re. La mummia del faraone sarebbe stata rinvenuta soltanto nel 1881 nella tomba DB320.
Il sarcofago fu scoperto nell'ottobre 1817 dall'archeologo Giovanni Battista Belzoni, che nel 1821 lo trasportò ad Alessandria e lo fece imbarcare sulla fregata Diana alla volta dell'Inghilterra. Belzoni tentò di venderlo al British Museum per la cifra di duemila sterline (l'equivalente di oltre duecentomila sterline nel 2023). Il museo rifiutò di pagare l'esosa cifra richiesta da Belzoni e fu quindi acquistato da Sir John Soane nel 1824. Il sarcofago è collocato nella cripta del Sir John Soane's Museum e con i suoi oltre tremila anni è uno dei più antichi reperti archeologi esposti in un museo britannico.

## Descrizione
Il sarcofago è ricavato da un singolo blocco di alabastro. Il coperchio, rappresentate Seti I, è andato distrutto in tempi antichi, quando dei tombaroli lo profanarono per cercare di raggiungere e depredare la mummia.
All'interno e all'esterno della bara sono incisi geroglifici che riportano il testo del Libro delle Porte. Le incisioni illustrano il significato del testo funerario, diviso in dodici sezioni (una per ogni ora del giorno) e rappresentano il viaggio del sole nell'arco della giornata. Nella quinta sezione, ad esempio, è incisa la tipica scena del cuore del defunto che viene pesato davanti a Osiride, mentre nella decima il mostro Apopi tenta di divorare il sole, ma viene fermato dal dio Ra. Sul fondo del sarcofago è rappresentata la dea Nut.